# جوری یوکویاما
جوری یوکویاما (انگلیسی: Juri Yokoyama؛ زادهٔ ۹ مارس ۱۹۵۵) بازیکن والیبال اهل ژاپن است.
وی در مسابقات کشوری و بین‌المللی در مجموع برندهٔ ۱ مدال طلا شده‌است.